# Agerup
Agerup är en by på Själland i Danmark. Den ligger i Næstveds kommun och Region Själland, i den sydöstra delen av landet, 80 km sydväst om Köpenhamn. Agerup ligger 13 meter över havet och antalet invånare är 57. Närmaste större samhälle är Næstved, 11 km öster om Agerup.